# Galen Center
Das Galen Center ist eine Mehrzweckhalle auf dem Campus der University of Southern California (USC) in der US-amerikanischen Stadt Los Angeles im Bundesstaat Kalifornien. Die Universität ist Besitzer und Betreiber der Veranstaltungsstätte. Die NCAA-College-Basketball- sowie Volleyball-Mannschaften der USC Trojans (Männer und Frauen) tragen ihre Partien in der 2006 eröffneten Arena aus.

## Geschichte
Der Bau einer Mehrzweckhalle auf dem Campus der USC hat eine über 100-jährige Geschichte. Bis zur Errichtung des Galen Center waren die Trojans über 33 Jahre von 1926 bis 1949 im Shrine Auditorium beheimatet. Von 1949 bis 1959 war das Pan-Pacific Auditorium die Spielstätte der Mannschaft. Danach ging es in die damals neugebaute Los Angeles Memorial Sports Arena bis zur Eröffnung des Galen Center. Der letzte Anschub für das Bauprojekt wurde 2002 gegeben, als Louis Galen, ein Banker und langjähriger Trojans-Fan, mit seiner Frau Helene zehn Mio. US-Dollar spendeten. Für weitere 25 Mio. US-Dollar erwarb das Ehepaar die Namensrechte. Noch einmal 15 Mio. US-Dollar kamen für eine neue Trainingsstätte hinzu, welche die gesamte Spendensumme auf 50 Mio. US-Dollar erhöhte.
Zwei Jahre später, am 31. Oktober 2004, wurde nach dem ersten Spatenstich in Anwesenheit von Bernard Parks und Jan Perry, Mitglieder des Los Angeles City Council, sowie dem Ehepaar Galen, mit dem Bau begonnen. Am 12. Oktober 2006 öffnete das Galen Center seine Tore. Für die Besucher bieten sich 10.258 Sitzplätze. Das erste Spiel trugen die Volleyball-Frauen gegen Stanford Cardinal am Eröffnungstag aus. Das erste Konzert gab Al Green am 21. Oktober 2006. Die Basketball-Männermannschaft verlor am 16. November 2006 in ihrem ersten Heimspiel gegen die South Carolina Gamecocks mit 74:80 nach OT. Das erste ausverkaufte Spiel fand am 12. Januar 2007 vor 9.682 Zuschauern zwischen den Basketballern der USC Trojans und der UCLA Bruins statt. Der Besucherrekord wurde am 31. Januar 2008 aufgestellt. Das Männer-Basketballspiel gegen die Arizona Wildcats verfolgten 10.258 Zuschauer.
Die Arena hat eine Fläche von 255.000 sq feet (23.690 m2). Der Videowürfel über dem Spielfeld verfügt über vier HD-Bildschirme mit je 220 sq feet (rund 20 m2). Eine große Fensterfläche mit 2.700 sq feet (250 m2) bietet einen Blick auf Downtown L.A. Die Arena verfügt über 22 Luxus-Suiten für zahlungskräftige Besucher. In der Halle gibt es den Brian & Susan Kennedy Founders’ Club mit 600 Sitzplätzen, der für kleinere Tagungen, Bankette, private Feiern und ähnliche Anlässe genutzt werden kann. Der Club hat u. a. eine voll ausgestattete Bar, fünf HD-Flachbildfernseher (40 Zoll) und drei Projektoren inklusive Bildwände.
Die an das Galen Center angeschlossene Trainingshalle (der Athletic Pavilion) mit 45.000 sq feet (4.181 m2) kann in drei Abschnitte unterteilt werden. Die Abschnitte 1 und 2 sind nahezu gleich groß (9.631 (895) bzw. 9.730 sq feet (904 m2)). Der Abschnitt 3 ist mit 14.688 sq feet (1.365 m2) am größten. Sie bieten Platz für vier volle Basketballfelder oder neun Volleyballplätze sowie 1.000 Plätze für Zuschauer. Hinzu kommen z. B. Büros für die Trainer und die Verwaltung, ein Fanshop, ein medizinischer Bereich und ein Mehrzweckraum mit Küche. Das Galen Center steht auch für Jugend- und Highschool-Sport-Veranstaltungen offen, wenn die USC Trojans die Halle nicht nutzen. Des Weiteren finden u. a. Konzerte, Shows, Vorträge, Tagungen, Gemeindeveranstaltungen oder Graduierungsfeiern statt.
Am 10. Dezember 2016 wurde in der Arena ein Boxkampf zwischen dem Argentinier Jesús Cuellar und dem Mexikaner Abner Mares ausgetragen.

## Konzerte (Auswahl)
- 21. Oktober 2006: Al Green
- 31. Dezember 2006: The Flaming Lips
- 29. April 2007: Verschiedene Künstler
- 2. April 2011: Train (Kids’ Choice Awards 2011)
- 2. April 2011: Willow Smith (Kids’ Choice Awards 2011)
- 2. April 2011: Victoria Justice (Kids’ Choice Awards 2011)
- 2. April 2011: Shane Harper (Kids’ Choice Awards 2011)
- 2. April 2011: The Black Eyed Peas (Kids’ Choice Awards 2011)
- 2. April 2011: Big Time Rush (Kids’ Choice Awards 2011)
- 5. März 2012: Drake
- 31. März 2012: Katy Perry (Kids’ Choice Awards 2012)
- 31. März 2012: Keke Palmer (Kids’ Choice Awards 2012)
- 31. März 2012: One Direction (Kids’ Choice Awards 2012)
- 23. März 2013: Pitbull (Kids’ Choice Awards 2013)
- 23. März 2013: Kesha (Kids’ Choice Awards 2013)
- 23. März 2013: Sabrina Carpenter (Kids’ Choice Awards 2013)
- 25. März 2013: Kesha
- 29. März 2014: Zendaya (Kids’ Choice Awards 2014)
- 29. März 2014: Austin Mahone (Kids’ Choice Awards 2014)
- 29. März 2014: Aloe Blacc (Kids’ Choice Awards 2014)
- 29. März 2014: American Authors (Kids’ Choice Awards 2014)
- 16. August 2015: Jussie Smollett & Yazz (Teen Choice Awards 2015)
- 16. August 2015: Rachel Platten (Teen Choice Awards 2015)
- 16. August 2015: Little Mix (Teen Choice Awards 2015)
- 16. August 2015: Flo Rida (Teen Choice Awards 2015)
- 16. August 2015: 5 Seconds of Summer (Teen Choice Awards 2015)
- 31. Dezember 2015: Morrissey

## Galerie

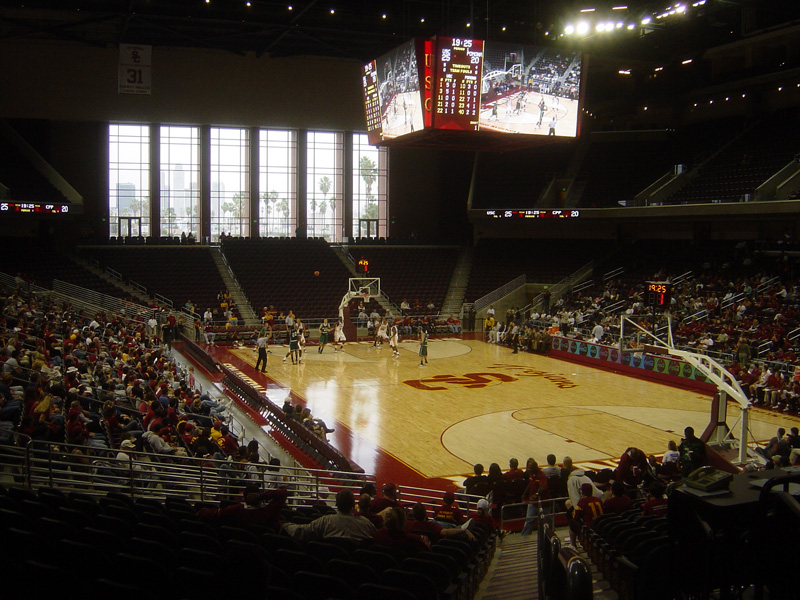
Der Innenraum bei einem Preseason-Spiel der Basketballer gegen die Cal Poly Pomona im November 2006.
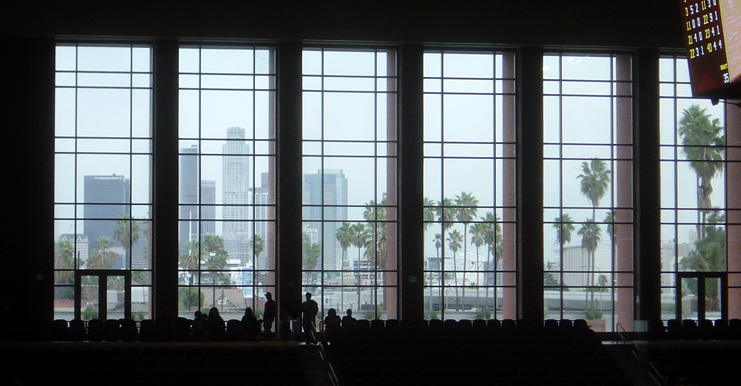
Durch die große Fensterfläche hat man einen Blick auf Downtown L.A. (November 2006).
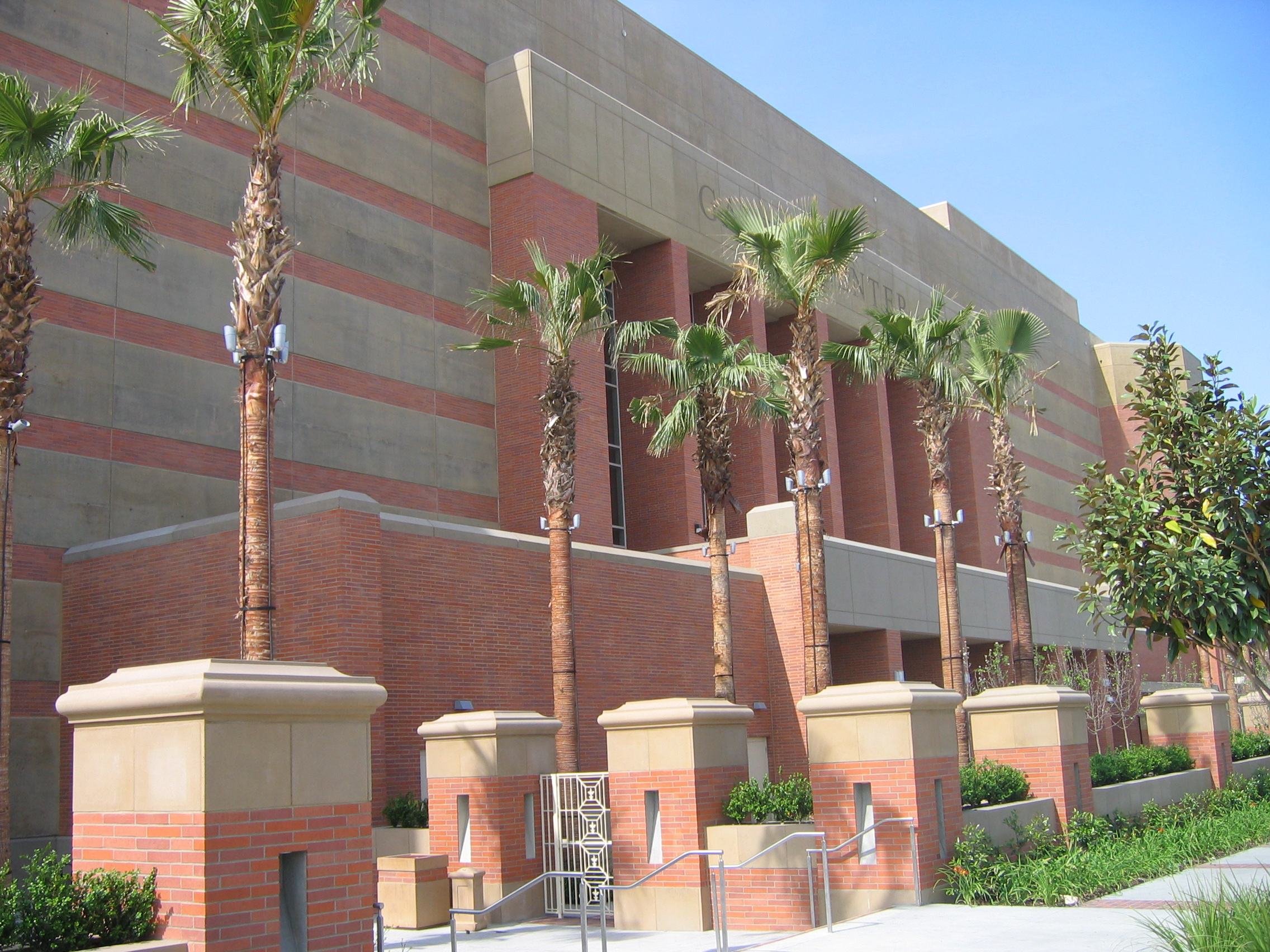
Die Fassade des Galen Center
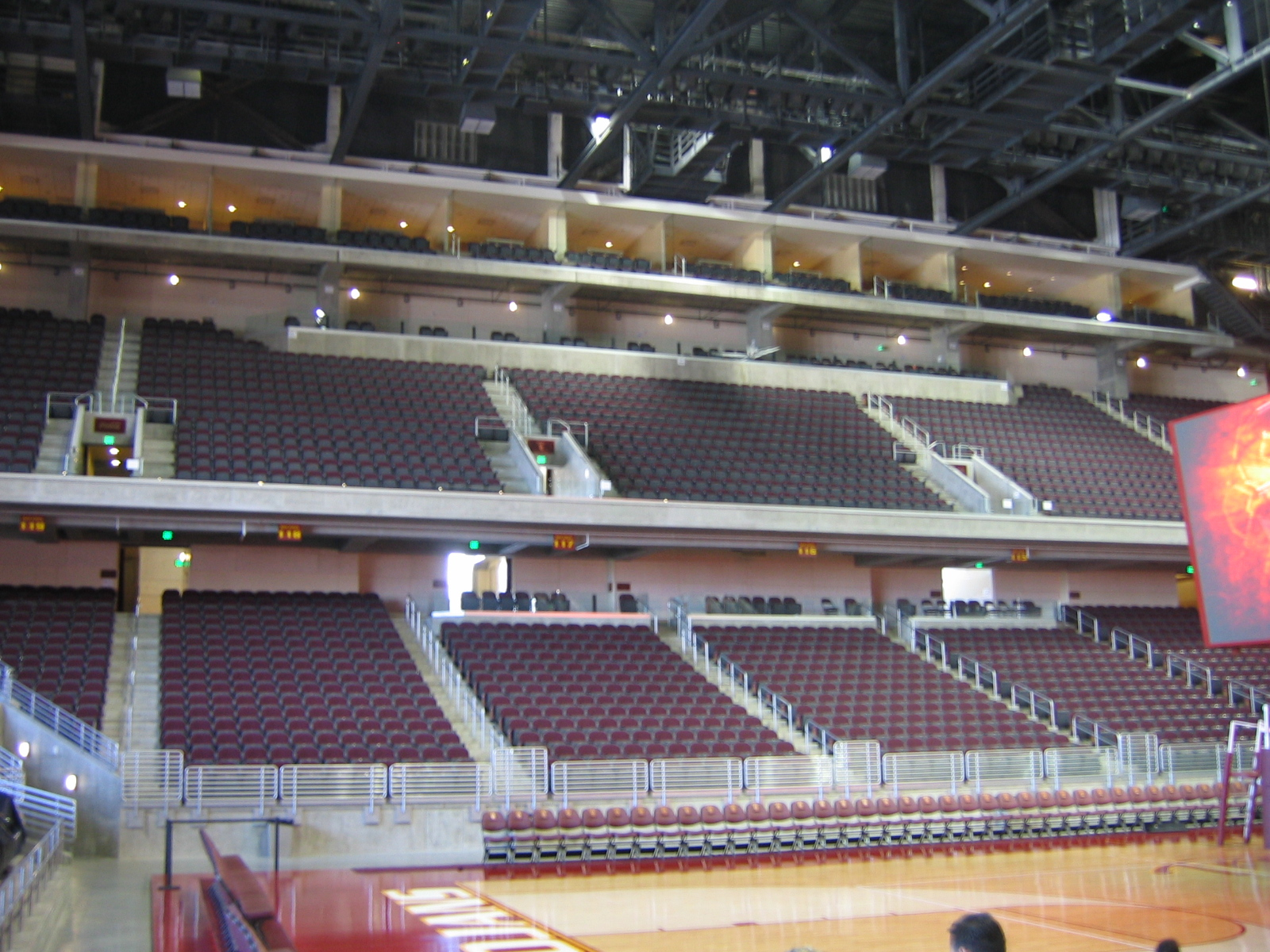
Tribünen im Galen Center